# جاي (مين)
جاي (بالإنجليزية: Jay, Maine)‏ هي بلدة أمريكية تقع في الولايات المتحدة في Franklin County. يقدر عدد سكانها بـ 4,851 نسمة ومساحتها 127.43 كم2 ووترتفع عن سطح البحر 199 متر.

## التركيبة السكانية
قام مكتب تعداد الولايات المتحدة بتحديد بيانات التركيبة السكانية لجاي في تعداد الولايات المتحدة. في ما يلي، التركيبة السكانية حسب تعدادي 2000 و2010.

### تعداد عام 2000
بلغ عدد سكان جاي 4,985 نسمة بحسب تعداد عام 2000، وبلغ عدد الأسر 2,019 أسرة وعدد العائلات 1,449 عائلة مقيمة في البلدة. في حين سجلت الكثافة السكانية 102.9 نسمة لكل ميل مربع (39.7/كم2). وبلغ عدد الوحدات السكنية 2,155 وحدة بمتوسط كثافة قدره 44.5 نسمة لكل ميل مربع (17.2/كم2).
وتوزع التركيب العرقي للبلدة بنسبة 97.91% من البيض و 0.46% من الأمريكيين الأصليين و 0.22% من الأمريكيين ذوي الأصول الآسيوية و 0.06% من سكان جزر المحيط الهادئ و 0.26% من الأمريكيين الأفارقة و 0.98% من عرقين مختلطين أو أكثر.
بلغ عدد الأسر 2,019 أسرة كانت نسبة 32.7% منها لديها أطفال تحت سن الثامنة عشر تعيش معهم، وبلغت نسبة الأزواج القاطنين مع بعضهم البعض 55.9% من أصل المجموع الكلي للأسر، ونسبة 11.4% من الأسر كان لديها معيلات من الإناث دون وجود شريك، وكانت نسبة 28.2% من غير العائلات. تألفت نسبة 22.9% من أصل جميع الأسر من أفراد ونسبة 10.4% كانوا يعيش معهم شخص وحيد يبلغ من العمر 65 عاماً فما فوق. وبلغ متوسط حجم الأسرة المعيشية 2.87، أما متوسط حجم العائلات فبلغ 2.47.
بلغ العمر الوسطي للسكان 39 عاماً. وكانت نسبة 26.2% من القاطنين تحت سن الثامنة عشر، وكانت نسبة 6.0% بين الثامنة عشر والأربعة وعشرون عاماً، ونسبة 28.2% كانت واقعةً في الفئة العمرية ما بين الخامسة والعشرون حتى والأربعة وأربعون عاماً، ونسبة 25.3% كانت ما بين الخامسة والأربعون حتى الرابعة والستون، ونسبة 14.3% كانت ضمن فئة الخامسة والستون عاماً فما فوق. يوجد لكل 100 أنثى 95.0 ذكر، ويوجد لكل 100 أنثى في الثامنة عشر من عمرها فما فوق 91.5 ذكر.
بلغ متوسط دخل الأسرة في البلدة 36,746 دولار، أما متوسط دخل العائلة فبلغ 43,365 دولار. وكان متوسط دخل الذكور 35,405 دولار مقابل 20,897 دولار للإناث. وسجل دخل الفرد الخاص بالبلدة 17,123 دولار. وكانت نسبة 8.7% من العائلات ونسبة 10.4% من السكان تحت خط الفقر، وكان من هؤلاء نسبة 12.8% تحت سن الثامنة عشر ونسبة 7.9% في الخامسة والستين من العمر وما فوق.

### تعداد عام 2010
بلغ عدد سكان جاي 4,851 نسمة بحسب تعداد عام 2010، وبلغ عدد الأسر 2,032 أسرة وعدد العائلات 1,394 عائلة مقيمة في البلدة. في حين سجلت الكثافة السكانية 100.3 نسمة لكل ميل مربع (38.7/كم2). وبلغ عدد الوحدات السكنية 2,252 وحدة بمتوسط كثافة قدره 46.5 لكل ميل مربع (18.0/كم2).
وتوزع التركيب العرقي للبلدة بنسبة 98.1% من البيض و 0.4% من الأمريكيين الأصليين و 0.3% من الأمريكيين ذوي الأصول الآسيوية و 0.2% من الأمريكيين الأفارقة و 0.9% من عرقين مختلطين أو أكثر.
بلغ عدد الأسر 2,032 أسرة كانت نسبة 29.6% منها لديها أطفال تحت سن الثامنة عشر تعيش معهم، وبلغت نسبة الأزواج القاطنين مع بعضهم البعض 51.9% من أصل المجموع الكلي للأسر، ونسبة 11.6% من الأسر كان لديها معيلات من الإناث دون وجود شريك، بينما كانت نسبة 5.2% من الأسر لديها معيلون من الذكور دون وجود شريكة وكانت نسبة 31.4% من غير العائلات. تألفت نسبة 25.2% من أصل جميع الأسر من أفراد ونسبة 10.8% كانوا يعيش معهم شخص وحيد يبلغ من العمر 65 عاماً فما فوق. وبلغ متوسط حجم الأسرة المعيشية 2.78، أما متوسط حجم العائلات فبلغ 2.39.
بلغ العمر الوسطي للسكان 43.3 عاماً. وكانت نسبة 22.1% من القاطنين تحت سن الثامنة عشر، وكانت نسبة 7.6% بين الثامنة عشر والأربعة وعشرون عاماً، ونسبة 23.1% كانت واقعةً في الفئة العمرية ما بين الخامسة والعشرون حتى والأربعة وأربعون عاماً، ونسبة 30% كانت ما بين الخامسة والأربعون حتى الرابعة والستون، ونسبة 17.4% كانت ضمن فئة الخامسة والستون عاماً فما فوق. وتوزع التركيب الجنسي للسكان بنسبة 49.1% ذكور و50.9% إناث.

## معرض صور

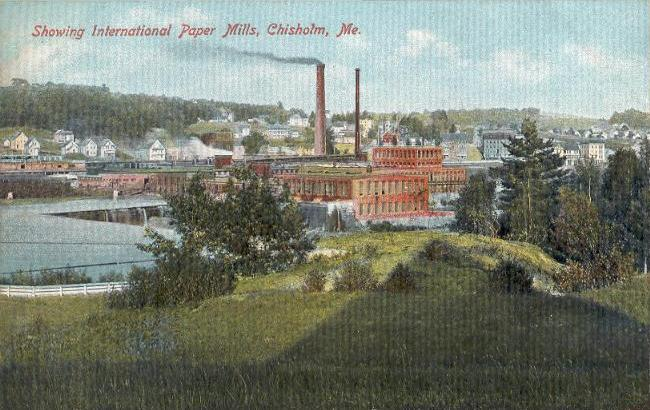
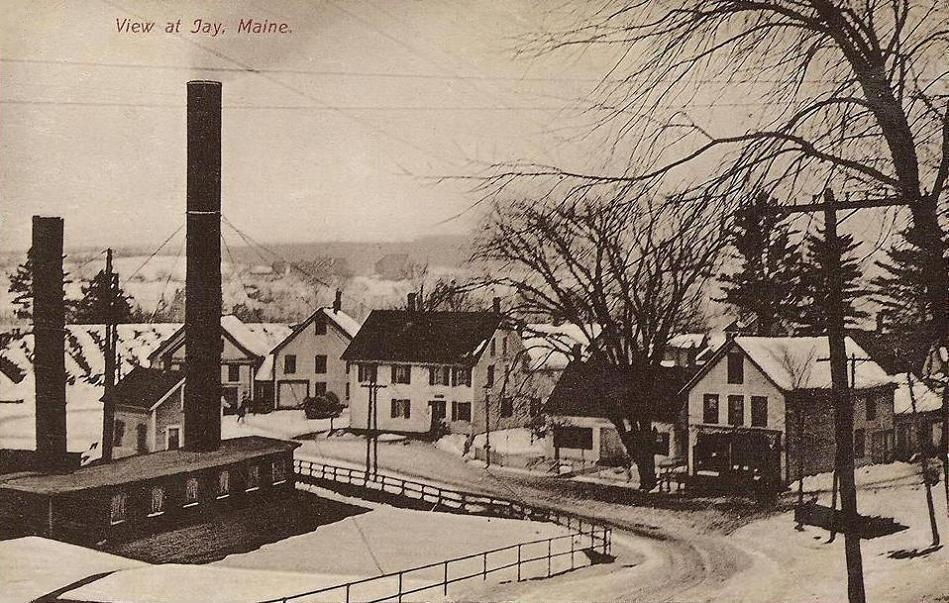
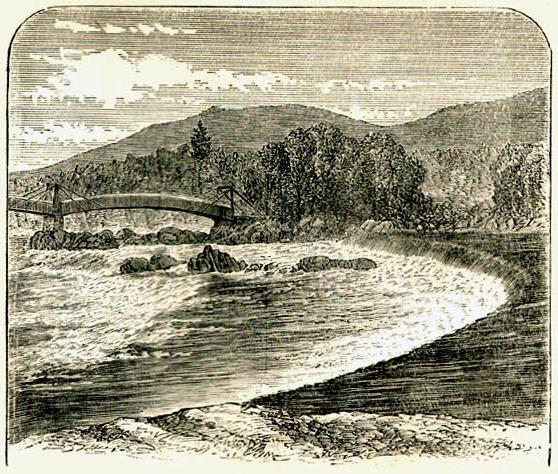